# Кузьмін Андрій Володимирович
Андрій Володимирович Кузьмін (нар. 4 січня 1976) — український футболіст, арбітр та футбольний функціонер.

## Життєпис
Спочатку займався футболом. У сезоні 1996/97 років виступав за «Миколаїв-2» в аматорському чемпіонаті України (зіграв 2 матчі).
З 1997 року розпочав суддівську кар'єру. Спочатку обслуговував матчі регіональних футбольних змагань, потім — аматорського чемпіонату та кубку України. Як  лайнсмен дебютував у професіональних змаганнях 1 квітня 2006 року, в матчі Другої ліги «Гірник» (Кривий Ріг) - «Єдність» (Плиски) (0:3). Як головний суддя дебютував 16 квітня 2007 року в поєдинку Другої ліги «Севастополь» - «Явір» (Краснопілля) (1:0). Обслуговував також матчі Першої ліги та кубку України. Загалом відпрацював на 144 матчах (110 — головний арбітр, 44 — лайнсмен).
З 2016 року займає посаду спортивного директора миколаївського «Суднобудівника».